# République socialiste soviétique autonome de Tchétchénie-Ingouchie
1936–1944
(7 ans, 3 mois et 2 jours)
1957–1991
Entités précédentes :
- Oblast autonome tchétchène-ingouche (1936)

Entités suivantes :
- République tchétchène (1991)
- République ingouche (fédération de Russie) (1992)

La république socialiste soviétique autonome de Tchétchénie-Ingouchie, ou RSSA tchétchéno-ingouche, RSSA de Tchétchéno-Ingouchie (en russe : Чечено-Ингушская Автономная Советская Социалистическая Республика), était une république autonome au sein de la république socialiste fédérative soviétique de Russie (RSFSR). Sa capitale était Grozny.
Au recensement soviétique de 1989, son territoire s'étend sur 19 300 km2 et on y dénombre 1 275 513 habitants, dont 734 501 Tchétchènes (58 %) et 163 762 Ingouches (13 %), le reste étant des Russes (23 %) et d'autres groupes ethniques.

## Historique
En 1810, l'Ingouchie rejoint la Russie impériale et en 1859 la Tchétchénie est annexée à la Russie, au cours de la longue guerre caucasienne de 1817-1864.
Après la révolution russe de 1917, les Tchétchènes et les Ingouches, séduits sinon par la promesse d'autodétermination faite par le bolchevisme, du moins par celle d'une large autonomie les laissant s'administrer conformément à la charia sans intervention du gouvernement central dans leurs affaires, rejoignent la république socialiste soviétique autonome de la Montagne le 20 janvier 1921. Le 30 novembre 1922, l'oblast autonome tchétchène en est séparé, suivi par l'oblast autonome ingouche le 7 juillet 1924. Ils sont ensuite réunis dans l'oblast autonome tchétchène-ingouche, qui est réorganisé en RSSA de Tchétchénie-Ingouchie le 5 décembre 1936.
Désillusionnés par le régime soviétique, les Tchétchènes et les Ingouches s'opposent à la soviétisation par une série de guérillas tant et si bien qu'en 1938, une note envoyée de Grozny à Beria, chef de la police politique et bras droit de Staline, constate : « La république de Tchétchénie-Ingouchie est le seul endroit dans l'URSS où se maintient le banditisme, qui plus est sous des formes si ostensibles et ouvertement contre-révolutionnaires. »
Pendant l'insurrection en Tchétchénie et la bataille du Caucase, en 1942-1943, la Tchétchénie-Ingouchie échappe à l'occupation nazie, sauf la petite ville de Malgobek située à sa frontière nord-est et peuplée aux trois-quarts de Russes.
Alors même qu'un dixième de la population de la république a servi dans l'armée rouge pendant le conflit, Staline la dissout en 1944 et fait déporter ses habitants tchétchènes et ingouches en Asie centrale sur des accusations calomnieuses de collaboration avec les nazis. L'exil forcé, responsable de la mort de 125 477 Tchétchènes (31 % des déportés) et 20 284 Ingouches (21 % des déportés), prend fin en 1957 avec la restauration de la RSSA sur décision conjointe des présidiums de l'URSS et de la RSFSR. 
Le 27 novembre 1990, la république a publié la déclaration de sa souveraineté et en 1991, elle est divisée en république tchétchène de facto indépendante et en république ingouche demeurant dans le giron russe.